# 阻血性骨壊死
阻血性骨壊死（そけつせいこつえし、英：Avascular necrosis, AVN ）は、骨壊死または骨梗塞とも呼ばれ、血液供給が阻害されることによりおこる骨組織の壊死である。早期段階では、症状がみられない場合がある。悪化していくと関節の痛みが増し、動きが制限されることがある。合併症には、骨やその近くの関節面の崩壊などがあげられる。
危険因子には、骨折、関節脱臼、アルコール依存症、高用量ステロイドの使用、などがあげられる。また、この症状は、明確な理由が無くても発生する場合もある。一般的に最も発症がみられるのは大腿骨である。その他の比較的一般的に発症がみられる部位は、上腕、膝、肩、足首、などである。診断は通常、X線、CTスキャン、MRIなどの医用画像によって行われる。まれに生体組織診断が行われる場合がある。
治療には、投薬、患部の脚を使わない歩行、ストレッチ、手術、などがある。ほとんどの場合、最終的には手術が必要になり、骨内の減圧術、骨切り術、骨移植、関節置換術、などが行われる。米国では年間約15,000件の症例が発生してる。一般的に30歳から50歳の人が最も罹患しやすい。一般的に女性よりも男性の方が罹患しやすい。

## 診断

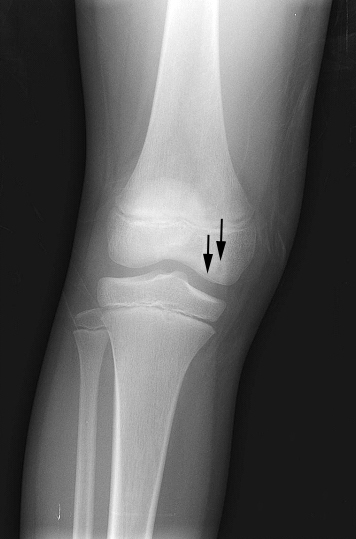
青年期の右膝の正面X線（骨端板が開いている）：矢印は、大腿骨の外側内側顆における無血管性壊死および離断性骨軟骨炎の発症を示しています

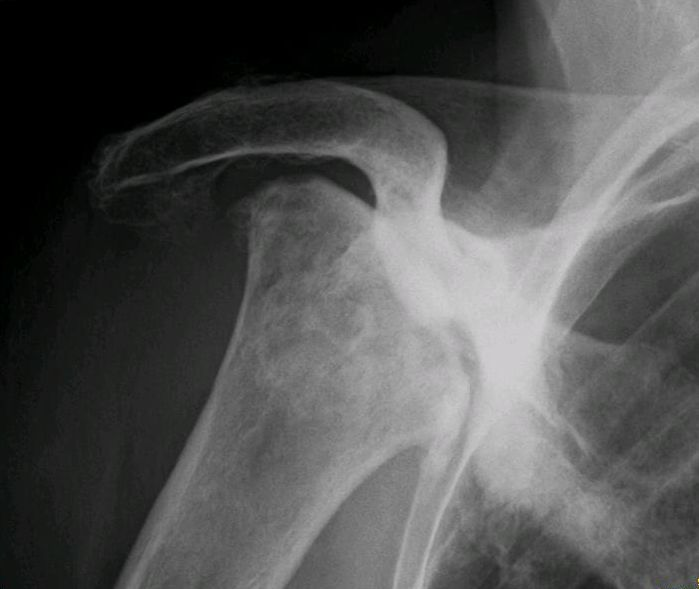
右上腕骨頭の全無血管壊死のX線撮影。長い進化の糖尿病を持つ81歳の女性。
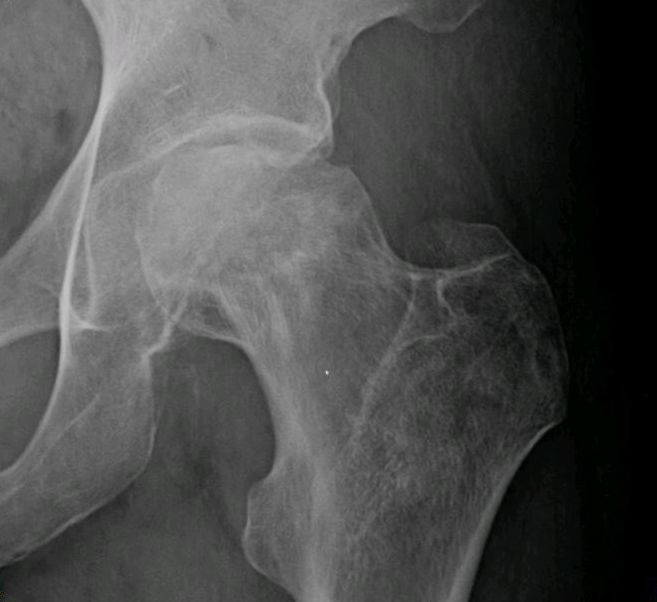
左大腿骨頭の無血管壊死のX線撮影。エイズの45歳の男性。
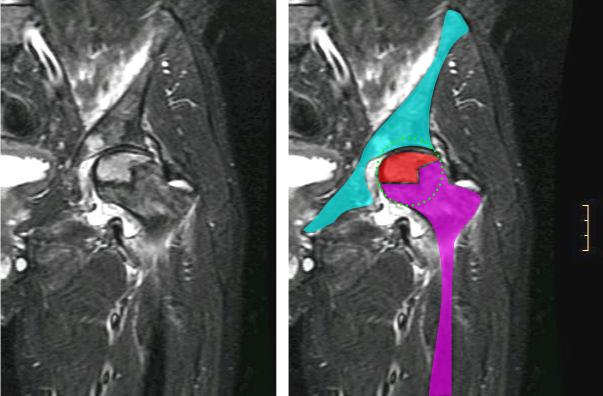
左大腿骨頭の無血管壊死の核磁気共鳴。エイズの45歳の男性。
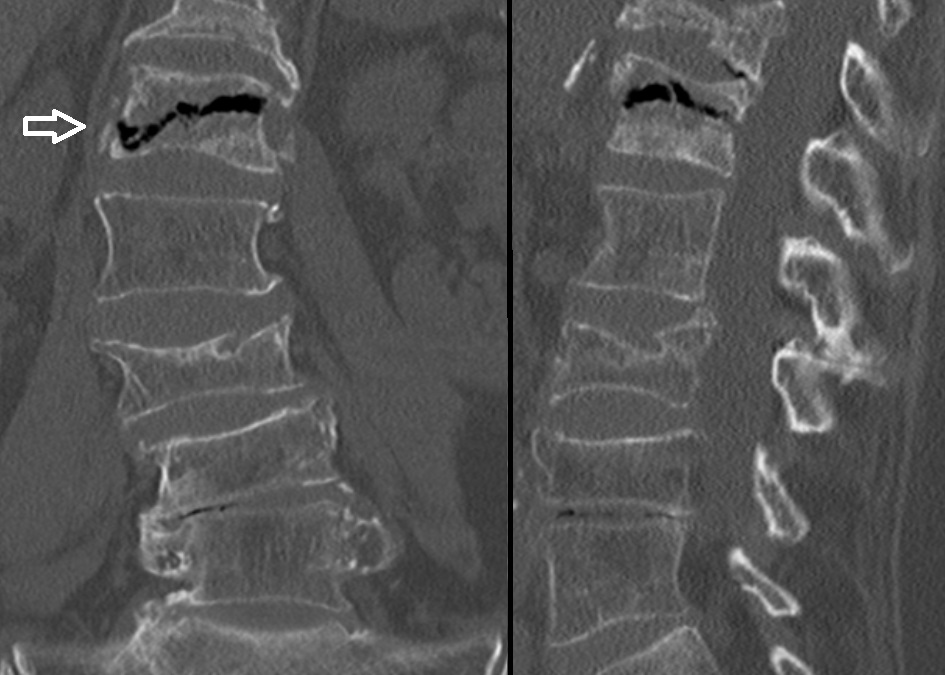
椎骨内真空裂の兆候（白い矢印）は、無血管性壊死の兆候です。椎骨圧迫骨折後の椎体の無血管性壊死は、キュンメル病と呼ばれます。